# До 30-річчя незалежності України (срібна монета номіналом 50 гривень)
«До 30-річчя незалежності України» (50 гривень) —  пам'ятна срібна монета номіналом 50 гривень, випущена Національним банком України, присвячена річниці події прийняття Верховною Радою України 24 серпня 1991 року історичного документу – Акту проголошення незалежності України.
Монету введено в обіг 17 серпня 2021 року. Вона належить до серії «Відродження української державності».

## Опис та характеристики монети
| Номінал грн. | Метал              | Маса, грам | Діаметр, мм. | Якість виготовлення       | Гурт                           | Тираж, штук |
| ------------ | ------------------ | ---------- | ------------ | ------------------------- | ------------------------------ | ----------- |
| 50           | срібло (999 проба) | 500        | 85,0         | спеціальний анциркулейтед | гладкий із заглибленим написом | 500         |

### Аверс
На аверсі монети угорі розміщено малий Державний Герб України. В обрамленні променів по центру монети розташоване зображення позолоченого дубу з кроною (нагадує абриси кордонів України). Коріння дубу складається з етапів державотворення (УНР, ЗУНР, Українська Держава, Директорія УНР тощо). На лі крони дерева розташований напис "УКРАЇНА", а  на дзеркальному тлі зазначена цифра "50" та графічний символ гривні, розташований ліворуч. Праворуч вказана дата карбування монети - "2021".

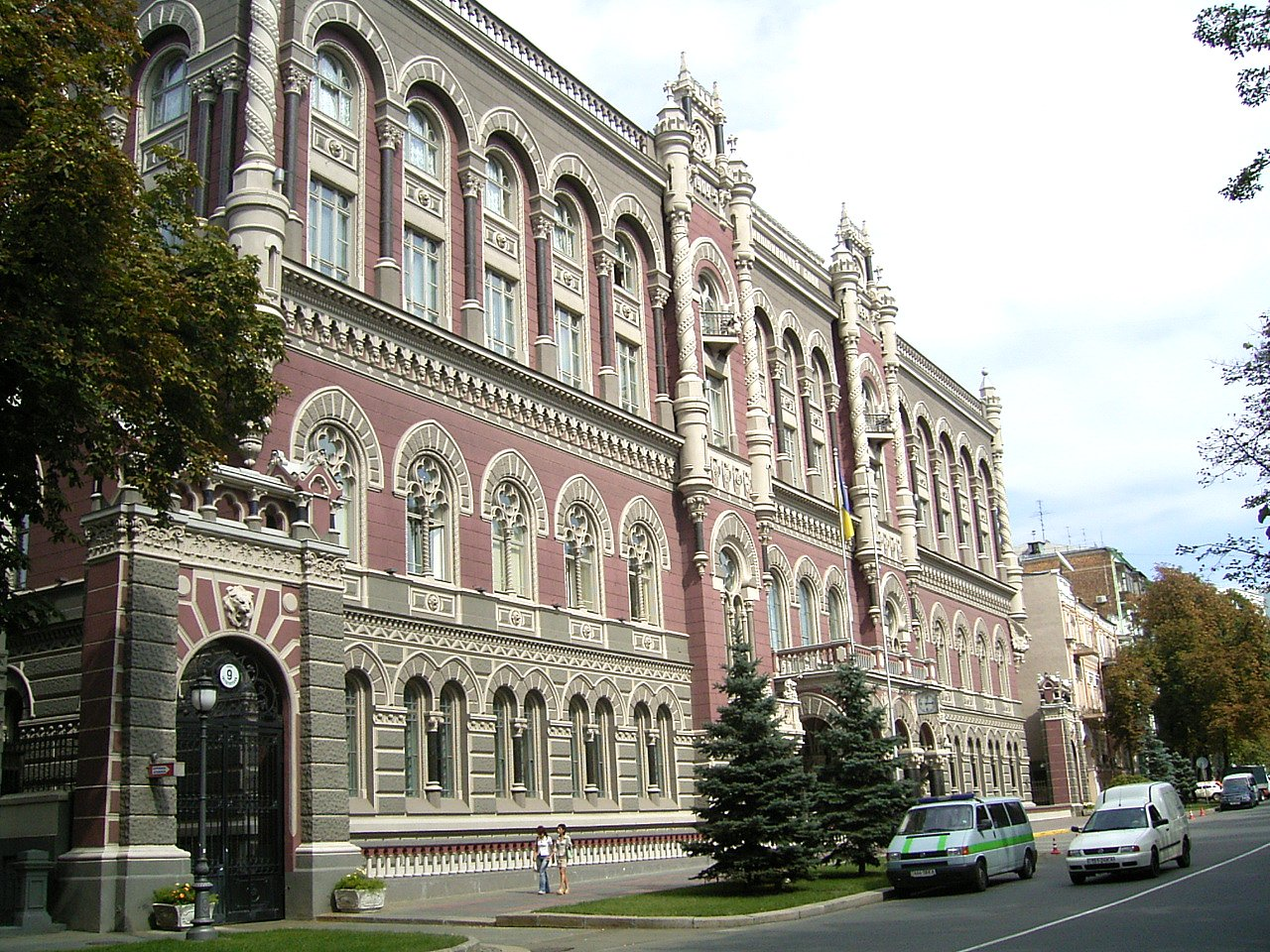
Будівля Національного банку України

### Реверс
На реверсі монети  по центру розташоване зображення Тризуба, виконане в мозаїчному стилі з рослинним орнаментом. Тризуб виконаний з використанням локальної позолоти. Внизу монети напис "30 РОКІВ НЕЗАЛЕЖНОСТІ УКРАЇНИ".

## Автори
- Художники:   Таран Володимир, Харук Олександр, Харук Сергій.

- Скульптори:   аверс: Дем`яненко Володимир, Чайковський Роман  реверс: програмне моделювання: Лук`янов Юрій[1].

## Вартість монети
Роздрібна ціна Національного банку України у 2021 році була 18 207 гривень.
Фактична приблизна вартість монети, з роками змінювалася так:
| Рік        | 2022   | 2023   | 2024    | 2025    |
| ---------- | ------ | ------ | ------- | ------- |
| Ціна, грн. | 37 000 | 57 000 | 145 000 | 135 000 |